# Thunder Run
Thunder Run in Kentucky Kingdom (Louisville, Kentucky, USA) ist eine Holzachterbahn des Herstellers Dinn Corporation, die im August 1990 eröffnet wurde. 2009 wurde die Bahn, wie auch der gesamte Park, geschlossen. Der neue Besitzer eröffnete im Mai 2014 den Park wieder und somit auch die Bahn.
Die 868,7 m lange Strecke, deren Design ursprünglich für eine Achterbahn für LeSourdsville Lake Amusement Park (damals Americana Park) in Ohio gedacht war, erreicht eine Höhe von 27,4 m. Die Züge, die eine Höchstgeschwindigkeit von 85,3 km/h erreichen, besitzen sechs Wagen mit jeweils Platz für vier Personen (zwei Reihen à zwei Personen).
Die Bahn wurde über die Winterschließung 2016/17 für 800.000 $ (ca. 759.500 Euro) renoviert. Die hoch gebaute Hauptkurve und der Bremsbereich waren wichtige Bestandteile der Instandsetzung. Weiterhin erhielt die Bahn neue Züge von Philadelphia Toboggan Coasters. Der Umbau begann Mitte Januar 2017 und nahm sieben bis acht Wochen Zeit in Anspruch.